# Neshama Carlebach
Neshama Carlebach é uma cantora judaica. No início de sua carreira, ela cantava com seu pai, Shlomo Carlebach, um cantor e rabino que ficou muito influencial por suas milhares de composições musicais judaicas..
Com a morte de seu pai, Neshama, no mesmo ano, passou a cantar a solo, e suas músicas passaram a ganhar um estilo mais pessoal. Seu produtor/pianista é o cantor Davis Morgan.